# Wandertrilogie Allgäu

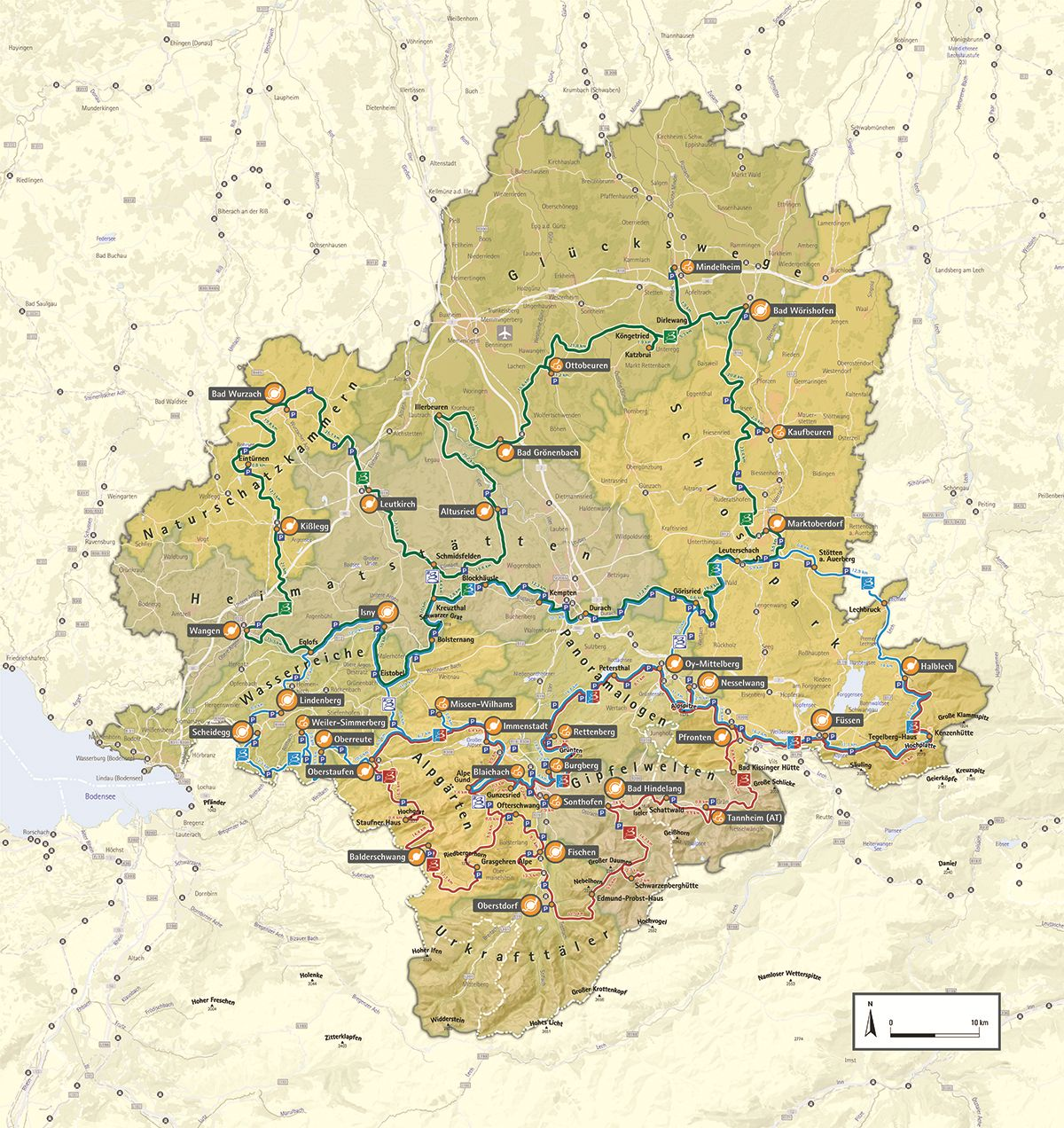
Übersichtskarte

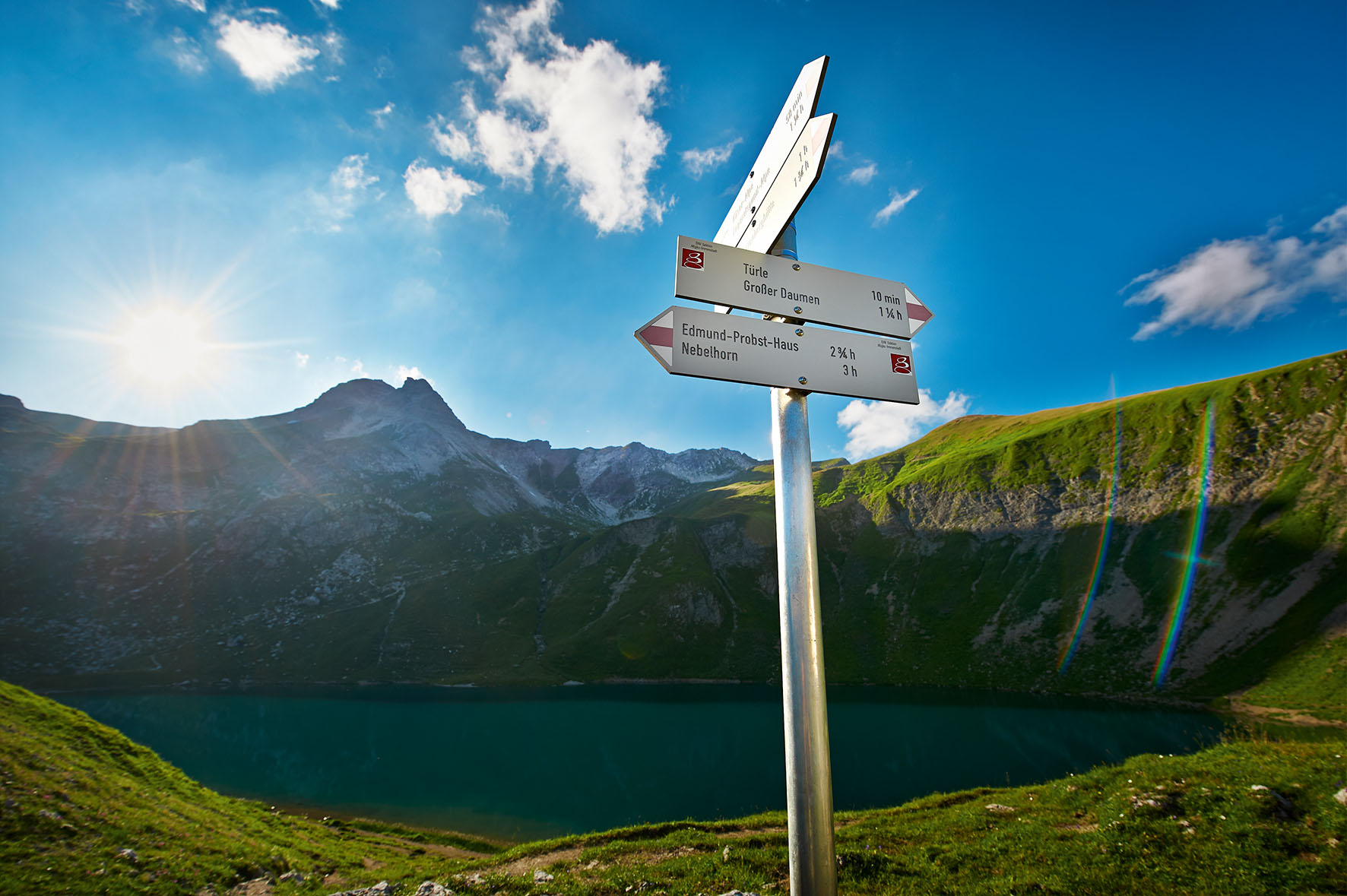
Wegweiser auf der Wandertrilogie

Die Wandertrilogie Allgäu ist ein Fernwanderwegenetz, das aus den drei Hauptrouten – Wiesengänger, Wasserläufer und Himmelsstürmer Route – besteht und durch die verschiedenen Landschaftsformen des Allgäus und in einem Abschnitt durch das Tannheimer Tal führt. Die Routen sind miteinander verbunden und durch Leitern verknüpft, so dass der Wanderer sich seine Etappen individuell zusammenstellen kann.

## Geschichte
Die Wandertrilogie Allgäu wurde 2014 mit 33 Partnerorten eröffnet. Die Umsetzung erfolgte durch die Allgäu GmbH. Die Eröffnung fand am 27. Juli 2014 im Festspielhaus Füssen statt.

## Verlauf

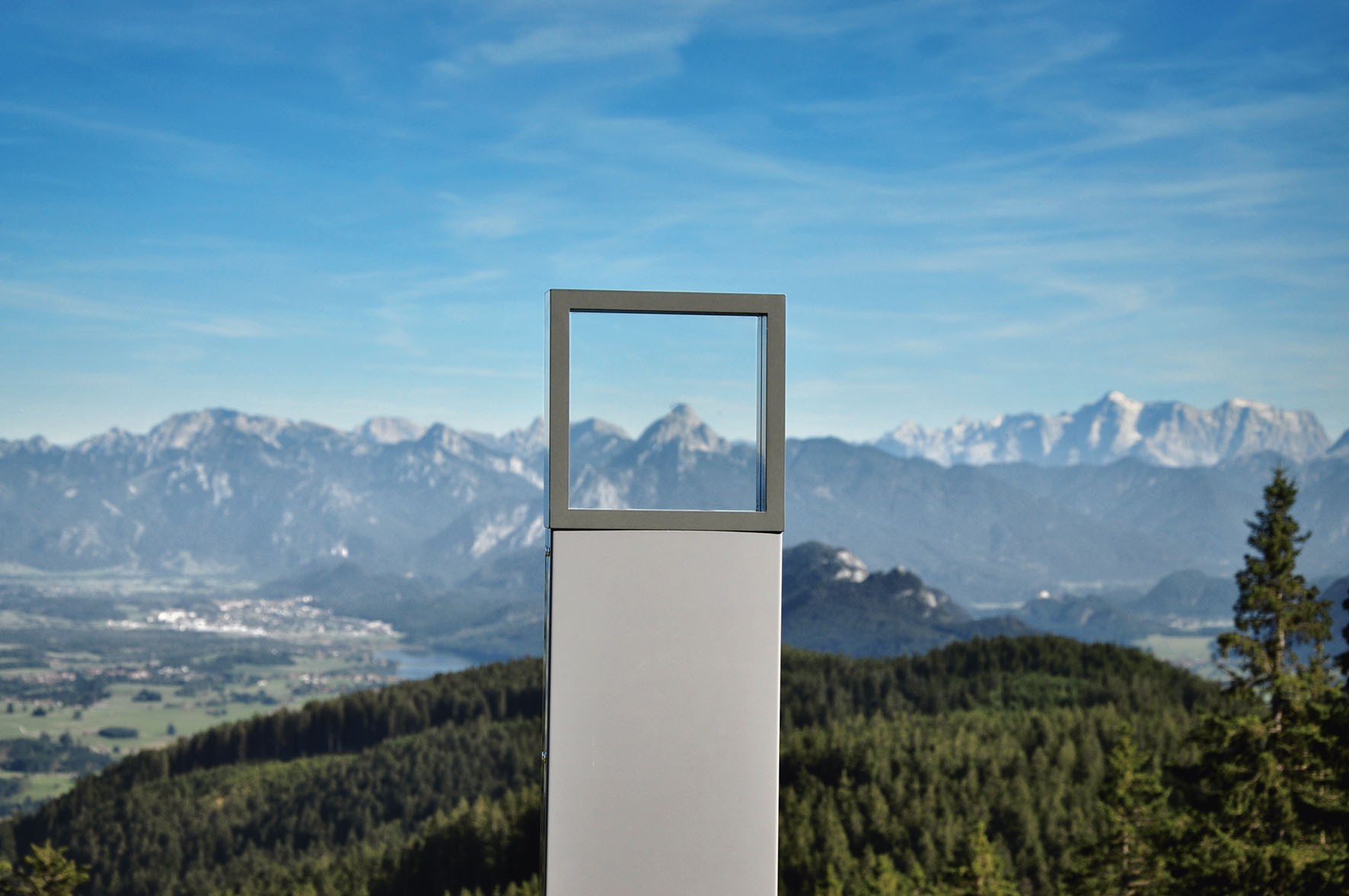
Schaupunkt auf der Alpspitze Nesselwang

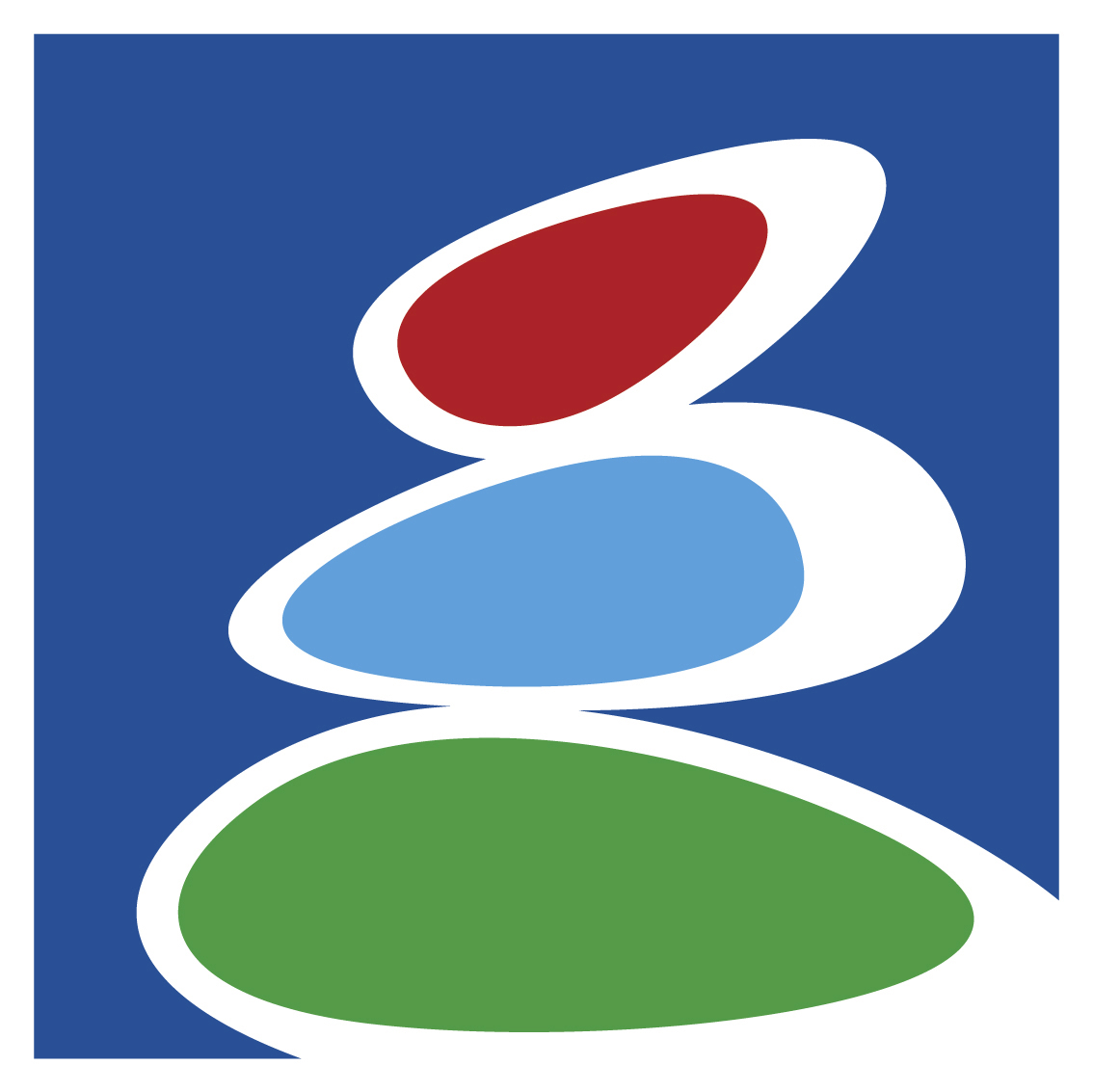
Markierungszeichen mit Steinmännle-Signet

Die Wandertrilogie Allgäu führt durch das Allgäu und das Tannheimer Tal. Insgesamt gibt es 54 Etappen, Die Länge der Etappen bewegt sich zwischen acht und 26 Kilometern. Das Weitwanderwegenetz der Wandertrilogie führt über drei Höhenlagen.
Die Wandertrilogie Allgäu besteht aus den drei Routen:
- Wiesengänger Route: 424 km mit 22 Etappen
- Wasserläufer Route: 383 km mit 26 Etappen
- Himmelsstürmer Route: 433 km mit 24 Etappen

Alle drei Routen stehen für eine Landschaftsebene/Höhenlage und verbinden die 34 Orte entlang der Wandertrilogie miteinander. Die Übergänge zwischen den Routen sind fließend. In den Abschnitten, in denen die Routen parallel verlaufen, wird die Wiesengänger Route zur Wiesengänger-Wasserläufer-Route und die Wasserläufer Route zur Wasserläufer-Himmelsstürmer-Route. Außerdem gibt es Verbindungswege, die sogenannten Trilogie-Leitern, die einen Wechsel zwischen den Routen und somit die drei Routen zu einem Wegenetz verbinden.
Das Wegenetz der Wandertrilogie ist ausgeschildert mit dem sogenannten Steinmännle-Signet, welches je nach Route grün (Wiesengänger), blau (Wasserläufer) oder rot (Himmelsstürmer) ist. In dem Bereich, wo sich die Routen überschneiden (Wiesengänger-Wasserläufer und Wasserläufer-Himmelsstürmer) ist das Signet zweifarbig (grün-blau und blau-rot).
Die Routen besitzen jeweils unterschiedliche Schwierigkeitsgrade, die einzelnen Etappen sind jedoch so konzipiert, dass sie von Wanderern mit durchschnittlicher Kondition gut an einem Tag bewältigt werden können.

## Besonderheiten
Das Allgäu ist bei der Wandertrilogie wie bei der Radrunde Allgäu in verschiedene Erlebnisräume, die sogenannten Trilogie-Räume, unterteilt. Während des Wanderns soll nicht nur die Natur und Landschaft des Allgäus, sondern auch die Kultur und Geschichte der Region mithilfe von Helden und Wahrzeichen für den Wanderer erlebbar gemacht werden. Erzählt wird auf den Routen und Etappen der Wandertrilogie die Geschichte von Persönlichkeiten, die das Allgäu geprägt haben, wie König Ludwig II., Sebastian Kneipp oder Carl Hirnbein. Aber auch landschaftliche Besonderheiten wie Moore oder Flüsse können als „Helden“ ihren jeweiligen Trilogie-Raum repräsentieren.
Den Orten entlang der Wandertrilogie werden dabei besondere Rollen zugewiesen. Die sogenannten Portalorte bilden den Einstieg in die jeweiligen Trilogie-Räume. In den zehn Portalorten der Wandertrilogie wird die Geschichte des jeweiligen Trilogie-Raums erzählt. In den 13 Etappenorten wird jeweils eine andere Facette dieser Geschichte des Trilogie-Raums beleuchtet, während weitere zehn Themenorte jeweils eine ganz besondere Geschichte, Sage oder historische Person herausgreifen und symbolisieren, wie beispielsweise die Heilige Crescentia oder Carl Hirnbein.
Am Anfang bzw. Ende einer Etappe eines Partnerortes befindet sich ein sogenannter Start- oder Willkommensplatz. Die Routen führen immer von Ort zu Ort bzw. zu Etappenpunkten, an denen beispielsweise DAV-Hütten als Übernachtungsmöglichkeit zur Verfügung stehen.

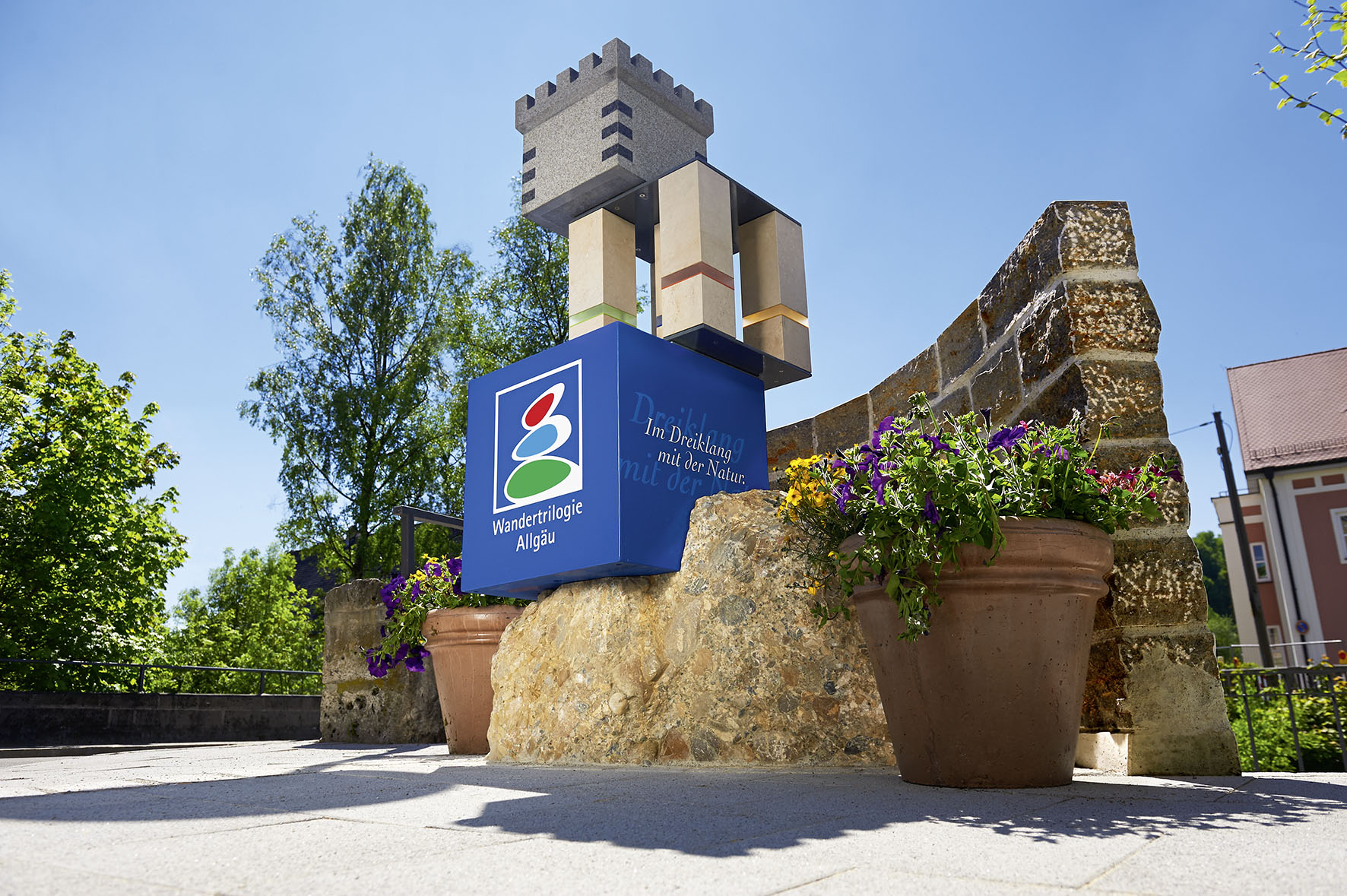
Wandertrilogie Wahrzeichen

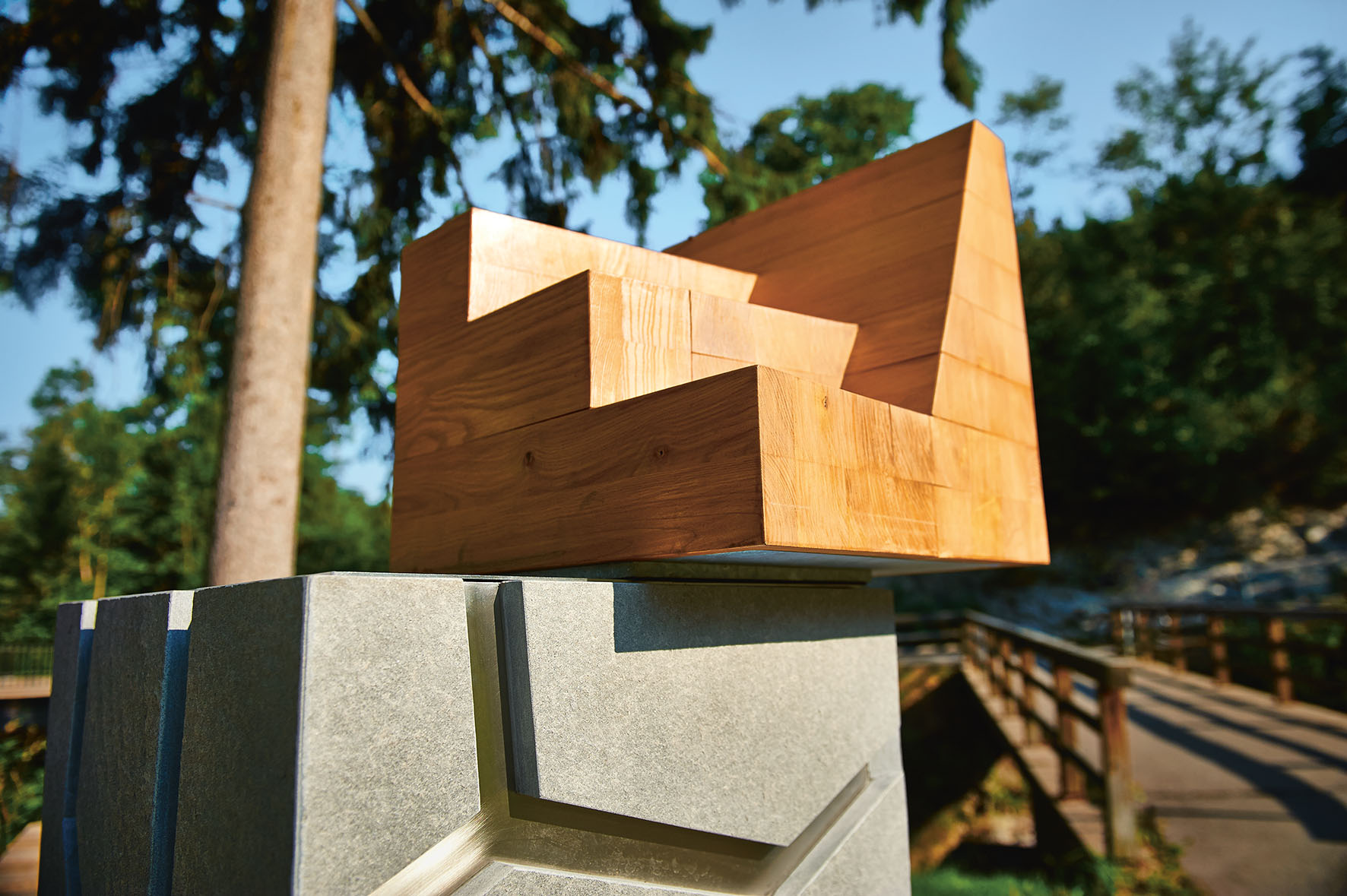
Wandertrilogie Ortswürfel

Die Trilogie-Räume und Orte sind mit einem besonderen Mobiliar ausgestattet, welches die Geschichten der Räume symbolisiert. Beispielsweise zeigt eine Bank in Form einer Chaiselongue dem Wanderer, dass er sich im Trilogie-Raum „Schlosspark“ befindet. Eine Bank in Form einer Sitzbadewanne symbolisiert den Trilogie-Raum „Glückswege“, in dem Pfarrer Sebastian Kneipp gewirkt hat.

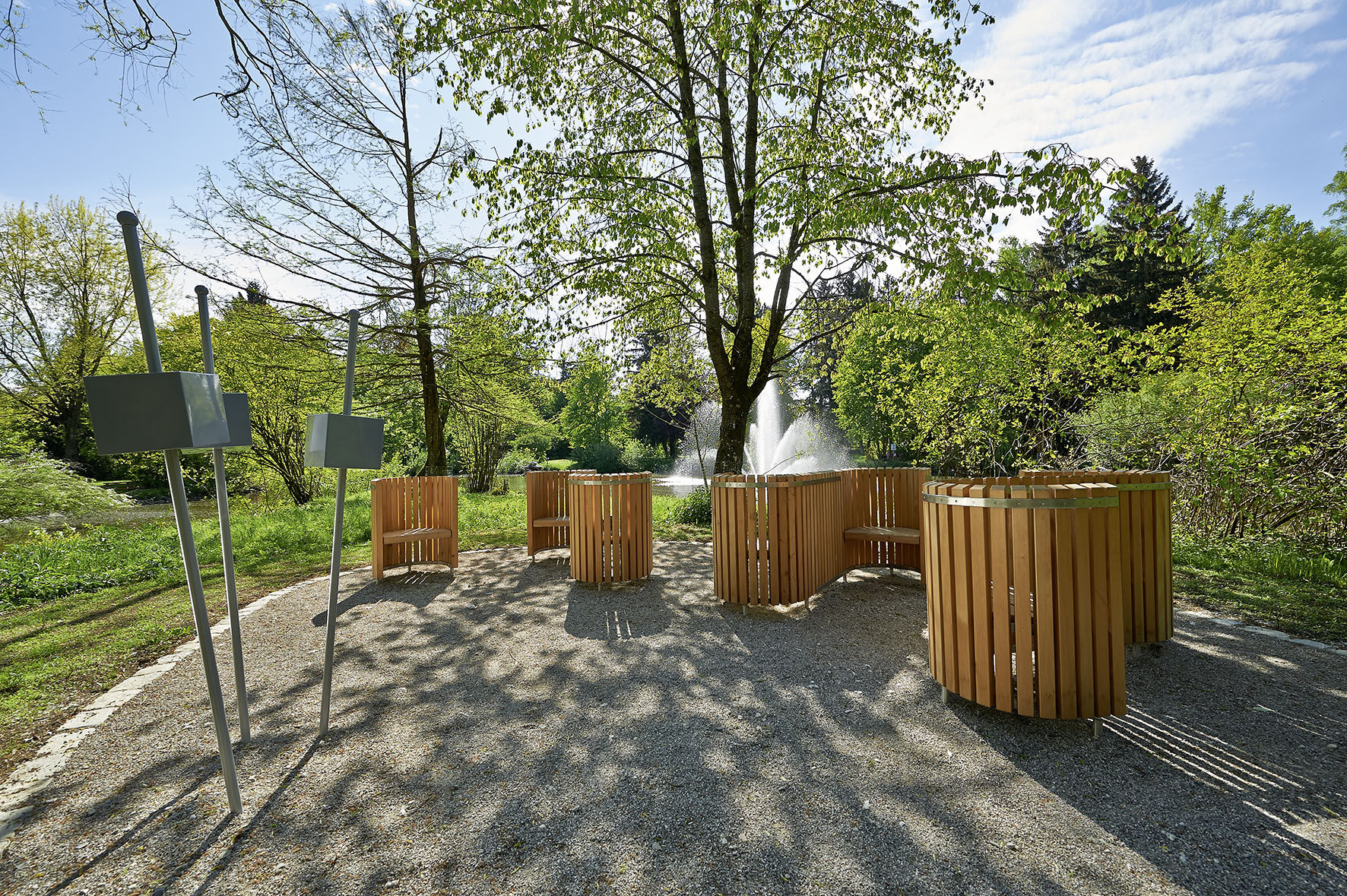
Wandertrilogie Themeninsel

## Routen

### Wiesengänger Route
Marktoberdorf – Kaufbeuren – Bad Wörishofen – Mindelheim – Katzbrui – Ottobeuren – Bad Grönenbach – Illerbeuren – Altusried – Schmidsfelden – Leutkirch – Bad Wurzach – Eintürnen – Kißlegg – Wangen im Allgäu – Eglofs (Argenbühl)
Die Wiesengänger Route führt auf 22 Etappen und 424 Kilometer im Westen des Allgäus durch Hügellandschaften und im Osten bzw. im Landkreis Unterallgäu durch die Terrassenlandschaft. Die Etappen sind etwas länger, aber vom Schwierigkeitsgrad eher einfach und führen durch flachere Gegenden.
| Nr. | von                     | bis            | Strecke (km) | Aufstieg (hm) | Abstieg (hm) |
| 1   | Marktoberdorf           | Kaufbeuren     | 26,6         | 329           | 371          |
| 2   | Kaufbeuren              | Bad Wörishofen | 23,7         | 207           | 266          |
| 3   | Bad Wörishofen          | Mindelheim     | 16,6         | 67            | 86           |
| 4   | Mindelheim              | Katzbrui       | 16,3         | 163           | 80           |
| 5   | Katzbrui                | Ottobeuren     | 25,0         | 334           | 359          |
| 6   | Ottobeuren              | Bad Grönenbach | 16,9         | 262           | 211          |
| 7   | Bad Grönenbach          | Illerbeuren    | 14,5         | 225           | 303          |
| 7a  | Bad Grönenbach          | Memmingen      | 21,9         | 203           | 283          |
| 8   | Illerbeuren             | Altusried      | 20,2         | 344           | 227          |
| 9   | Altusried               | Schmidsfelden  | 19,8         | 550           | 516          |
| 10  | Schmidsfelden           | Leutkirch      | 17,4         | 151           | 266          |
| 11  | Leutkirch               | Bad Wurzach    | 25,6         | 344           | 349          |
| 12  | Bad Wurzach             | Eintürnen      | 21           | 207           | 156          |
| 13  | Eintürnen               | Kißlegg        | 12,8         | 76            | 122          |
| 14  | Kißlegg                 | Wangen         | 20,8         | 176           | 279          |
| 15  | Wangen                  | Eglofs         | 15,8         | 318           | 216          |
| 16  | Eglofs                  | Isny           | 11,8         | 97            | 55           |
| 17  | Isny                    | Bolsternang    | 21,9         | 691           | 610          |
| 18  | Bolsternang             | Ermengerst     | 25,7         | 717           | 623          |
| 18a | Bolsternang über Leiter | Schmidsfelden  | 13,3         | 338           | 353          |
| 19  | Ermengerst              | Durach         | 16,7         | 210           | 315          |
| 20  | Durach                  | Görisried      | 17,2         | 273           | 182          |
| 21  | Görisried               | Leuterschach   | 18,8         | 275           | 326          |
| 22  | Leuterschach            | Marktoberdorf  | 11,7         | 98            | 118          |

### Wasserläufer Route
Marktoberdorf – Stötten am Auerberg – Lechbruck am See – Halblech – Kenzenhütte – Tegelberg / Schwangau – Füssen – Pfronten – Nesselwang – Oy-Mittelberg – Rettenberg – Burgberg im Allgäu – Sonthofen – Gunzesried – Alpe Gund – Immenstadt im Allgäu/Bühl – Oberstaufen – Oberreute – Weiler-Simmerberg – Scheidegg – Lindenberg im Allgäu – Eglofs – Isny im Allgäu – Bolsternang – Ermengerst – Durach – Görisried – Leuterschach – Marktoberdorf
Die Wasserläufer Route führt auf 26 Etappen 383 km durch das Voralpenland.

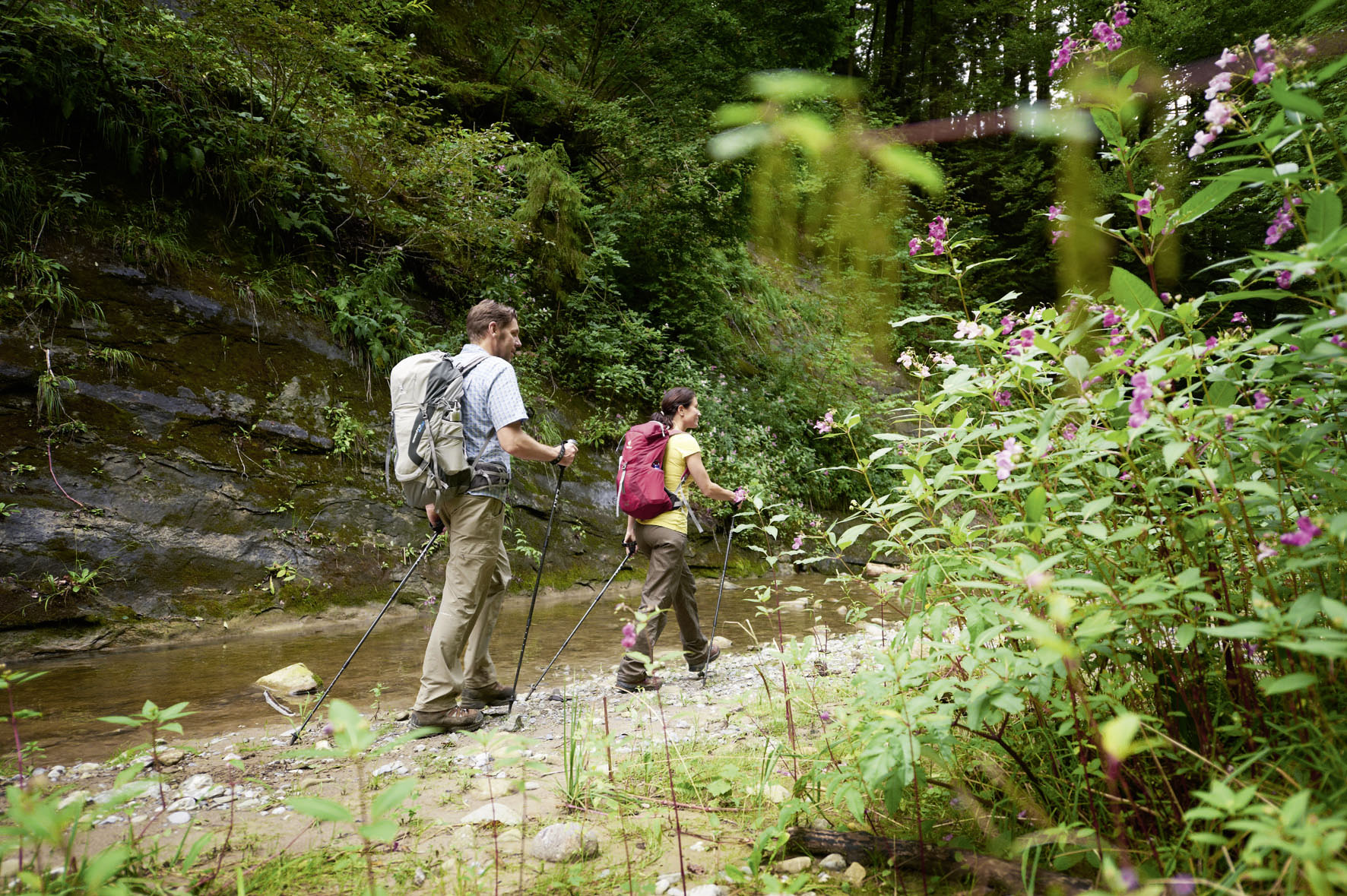
Wanderer auf der Wasserläufer-Route

| Nr. | von                         | bis                 | Strecke (km) | Aufstieg (hm) | Abstieg (hm) |
| 1   | Marktoberdorf               | Stötten a. Auerberg | 11,5         | 118           | 111          |
| 2   | Stötten a. Auerberg         | Lechbruck           | 13,0         | 395           | 405          |
| 3   | Lechbruck                   | Halblech            | 13,6         | 179           | 75           |
| 4   | Halblech                    | Kenzenhütte         | 13,9         | 698           | 201          |
| 5   | Kenzenhütte                 | Tegelberg           | 10,3         | 976           | 573          |
| 5a  | Kenzenhütte über Hochplatte | Tegelberg           | 13,8         | 1.291         | 870          |
| 6   | Tegelberg                   | Füssen              | 11,8         | 314           | 1.291        |
| 7   | Füssen                      | Pfronten            | 17,2         | 860           | 780          |
| 8   | Pfronten                    | Nesselwang          | 10,6         | 673           | 635          |
| 9   | Nesselwang                  | Oy-Mittelberg       | 14,2         | 750           | 710          |
| 10  | Oy-Mittelberg               | Rettenberg          | 23,8         | 593           | 727          |
| 11  | Rettenberg                  | Burberg             | 17,5         | 1.043         | 1.098        |
| 12  | Burgberg                    | Alpe Gund           | 17,0         | 1.060         | 340          |
| 12a | Burgberg (Verbindung)       | Sonthofen           | 8,2          | 34            | 34           |
| 12b | Burgberg (Verbindung)       | Blaichach           | 9,6          | 170           | 60           |
| 12c | Burgberg (Alternative)      | Immenstadt          | 22,2         | 832           | 876          |
| 13  | Alpe Gund                   | Immenstadt          | 10,1         | 140           | 880          |
| 13a | Alpe Gund (Verbindung)      | Missen-Wilhams      | 19,7         | 460           | 1.080        |
| 14  | Immenstadt                  | Oberstaufen         | 19,8         | 670           | 550          |
| 15  | Oberstaufen                 | Oberreute           | 10,7         | 407           | 341          |
| 16  | Oberreute                   | Weiler-Simmerberg   | 17,6         | 190           | 410          |
| 17  | Weiler-Simmerberg           | Scheidegg           | 17,9         | 616           | 410          |
| 18  | Scheidegg                   | Lindenberg          | 12,0         | 151           | 220          |
| 19  | Lindenberg                  | Eglofs              | 13,0         | 200           | 302          |
| 20  | Eglofs                      | Isny                | 11,8         | 97            | 55           |
| 21  | Isny                        | Bolsternang         | 21,9         | 691           | 610          |
| 22  | Bolsternang                 | Ermengerst          | 25,7         | 717           | 623          |
| 22a | Bolsternang über Leiter     | Schmidsfelden       | 13,3         | 338           | 353          |
| 23  | Ermengerst                  | Durach              | 16,7         | 210           | 315          |
| 24  | Durach                      | Görisried           | 17,2         | 273           | 182          |
| 25  | Görisried                   | Leuterschach        | 18,8         | 275           | 326          |
| 26  | Leuterschach                | Marktoberdorf       | 11,7         | 98            | 118          |

### Himmelsstürmer Route
Halblech – Kenzenhütte – Tegelberg / Schwangau – Füssen – Pfronten – Nesselwang – Oy-Mittelberg – Rettenberg – Burgberg im Allgäu – Sonthofen – Gunzesried – Alpe Gund – Immenstadt im Allgäu/Bühl – Oberstaufen – Hochgrat – Balderschwang – Grasgehren – Ofterschwang – Fischen im Allgäu – Oberstdorf – Edmund-Probst-Haus am Nebelhorn – Schwarzenberghütte (Allgäuer Alpen) bei Hinterstein – Bad Hindelang – Schattwald – Tannheim (Tirol) – Bad Kissinger Hütte – Pfronten
Die Himmelsstürmer Route führt über 24 Etappen und 433 km durch die Naturschutzgebiete der Allgäuer Hochalpen und dem Naturpark Nagelfluhkette. Sie ist die anspruchsvollste Route der Wandertrilogie durch ihren Verlauf durch die Gebirgslandschaften der Allgäuer Alpen. Da diese Route viele Höhenmeter überwindet, sind die Tagesetappen kürzer. Wanderer auf dieser Route sollten über alpine Erfahrung verfügen und trittsicher und schwindelfrei sein.
| Nr. | von                               | bis                 | Strecke (km) | Aufstieg (hm) | Abstieg (hm) |
| 1   | Halblech                          | Kenzenhütte         | 13,9         | 698           | 201          |
| 2   | Kenzenhütte                       | Tegelberg           | 10,3         | 976           | 573          |
| 2a  | Kenzenhütte über Hochplatte       | Tegelberg           | 13,8         | 1.291         | 870          |
| 3   | Tegelberg                         | Füssen              | 11,5         | 314           | 1221         |
| 4   | Füssen                            | Pfronten            | 17,3         | 854           | 787          |
| 5   | Pfronten                          | Nesselwang          | 10,6         | 673           | 635          |
| 6   | Nesselwang                        | Oy-Mittelberg       | 14,2         | 746           | 708          |
| 7   | Oy-Mittelberg                     | Rettenberg          | 24,3         | 593           | 727          |
| 8   | Rettenberg                        | Burberg             | 17,2         | 1043          | 1098         |
| 9   | Burgberg                          | Alpe Gund           | 17,0         | 1.060         | 340          |
| 9a  | Burgberg (Verbindung)             | Sonthofen           | 8,2          | 34            | 34           |
| 9b  | Burgberg (Verbindung)             | Blaichach           | 9,6          | 170           | 60           |
| 9c  | Burgberg (Alternative)            | Immenstadt          | 22,2         | 832           | 876          |
| 10  | Alpe Gund                         | Immenstadt          | 10,1         | 140           | 880          |
| 10a | Alpe Gund (Verbindung)            | Missen-Wilhams      | 19,7         | 460           | 1.080        |
| 11  | Immenstadt                        | Oberstaufen         | 19,8         | 670           | 550          |
| 12  | Oberstaufen                       | Staufner Haus       | 19,4         | 1.622         | 784          |
| 12a | Oberstaufen (Alternative)         | Staufner Haus       | 17,9         | 1.397         | 550          |
| 13  | Staufner Haus                     | Balderschwang       | 15,0         | 583           | 1.165        |
| 13a | Staufner Haus (Alternative)       | Balderschwang       | 21,3         | 809           | 1.471        |
| 14  | Balderschwang                     | Grasgehren          | 20,3         | 1.242         | 860          |
| 15  | Grasgehren                        | Ofterschwang        | 11,6         | 552           | 1.142        |
| 16  | Ofterschwang                      | Fischen             | 9,9          | 105           | 197          |
| 17  | Fischen                           | Oberstorf           | 13,5         | 369           | 312          |
| 18  | Oberstdorf                        | Edmund-Probst-Haus  | 12,2         | 1.303         | 196          |
| 18a | Oberstdorf (Alternative)          | Edmund-Probst-Haus  | 7,3          | 1.099         | 2            |
| 19  | Edmund-Probst-Haus                | Schwarzenberghütte  | 8,2          | 228           | 799          |
| 20  | Schwarzenberghütte                | Bad Hindelang       | 17,9         | 640           | 1.193        |
| 21  | Bad Hindelang                     | Schattwald          | 14,5         | 943           | 660          |
| 22  | Schattwald                        | Tannheim            | 10,9         | 253           | 247          |
| 23  | Tannheim                          | Bad Kissinger Hütte | 13,6         | 1.008         | 336          |
| 24  | Bad Kissinger Hütte               | Pfronten            | 12,0         | 394           | 1.314        |
| 24a | Bad Kissinger Hütte (Alternative) | Pfronten            | 12,7         | 334           | 1.265        |

## Berghütten entlang der Wandertrilogie
Entlang der Wandertrilogie befinden sich mehrere Berghütten, die oftmals als Etappenpunkte und Übernachtungsmöglichkeit dienen.
- Kenzenhütte Halblech
- Grüntenhaus Burgberg
- Alpe Gund Immenstadt
- Staufner Haus Oberstaufen
- Berggasthütte Grasgehren Obermaiselstein
- Edmund-Probst-Haus Oberstdorf
- Schwarzenberghütte (Allgäuer Alpen) Hinterstein
- Berghaus Iseler Oberjoch
- Bad Kissinger Hütte
- Ostlerhütte Pfronten

## Bergbahnen entlang der Wandertrilogie
Um Etappenziele schneller zu erreichen oder Höhenmeter einfacher zu bewältigen, können die Bergbahnen an der Wandertrilogie genutzt werden.
- Tegelbergbahn Schwangau
- Alpspitzbahn Nesselwang
- Mittagbahn Immenstadt
- Hochgratbahn Oberstaufen/Steibis
- Hörnerbahn Bolsterlang
- Bergbahn Ofterschwang
- Nebelhornbahn Oberstdorf
- Iselerbergbahn Oberjoch
- Sonnenbergbahn Grän
- Breitenbergbahn Pfronten
- Hündlebahn Oberstaufen